# Ołeksandr Kołessa
Ołeksandr Kolessa (Aleksander Kolessa) (ukr.Олександр Михайлович Колесса, ur. 12 kwietnia 1867 w Chodowicach, zm. 23 maja 1945 w Pradze) – ukraiński działacz społeczny, literaturoznawca, językoznawca, członek Towarzystwa Historycznego we Lwowie.

## Życiorys
Docent (od 1895) i profesor (1898–1918) Uniwersytetu Lwowskiego. Od 1899 działacz Towarzystwa Naukowego im. Szewczenki. Początkowo związany z socjalistami (napisał wówczas Pieśń wolnego ducha), później należał do Ukraińskiej Partii Narodowo-Demokratycznej.
Był encyklopedystą oraz edytorem Encyklopedii zbiór wiadomości z wszystkich gałęzi wiedzy – polskiej encyklopedii wydanej w latach 1898–1907 przez społeczną organizację edukacyjną Macierz Polska, która działała w Galicji w okresie zaboru austriackiego. Opisał w niej zagadnienia z zakresu literatury ruskiej .
W latach 1907–1918 był posłem do Reichsratu Przedlitawii.
W 1921 przewodniczył dyplomatycznej misji ZURL w Rzymie. Od 1921 do końca życia przebywał na emigracji w Pradze.
W latach 1923–1939 był wykładowcą Uniwersytetu Karola w Pradze. Był również współtwórcą, profesorem, i kilkakrotnie rektorem (1921–1922, 1925–1928, 1935–1937, 1943–1944) Wolnego Uniwersytetu Ukraińskiego.
Brat Filareta Kołessy. Ojciec pianistki Lubki Kołessy.

## Literatura
- Ludwik Finkel: Encyklopedya zbiór wiadomości z wszystkich gałęzi wiedzy. T. I. Lwów: Macierz Polska, Nakładem Wydawnictwa Macierzy Polskiej, druk. E. Winiarza, 1898, s. III-IX.
- Енциклопедія українознавства. T. 3. Lwów, 1993, s. 1081. (ukr.)